# Planispectrum javanense
Planispectrum javanense är en insektsart som beskrevs av Oliver Zompro 2004. Planispectrum javanense ingår i släktet Planispectrum och familjen Heteropterygidae. Inga underarter finns listade i Catalogue of Life.